# Panzerkampfwagen II
A Panzer II a második világháborút közvetlenül megelőző időben, Németországban gyártott könnyű harckocsi.

## Típusok
A MAN gyár által tervezett könnyűpáncélos teljesen megfelelt a Wehrmacht igényeinek. Az első 25 előszéria-gyártmány 1935-ben gördült ki a gyárból, az alapkonstrukciónál hátul elhelyezett motorral és elülső meghajtással. A kezdetekben sok apró változtatást eszközöltek a páncéloson, például a lövegtorony módosítása és a felépítmény mellső részén végzett munkák. A legfontosabb sorozatban gyártott változatok az Ausf B és C típusok, melyek döntött orrpáncéllal és öntött lövegtoronnyal készültek. A torony páncélzata 15–30 mm, az alvázé 10–30 mm.
Az Ausf D és E változatokat 1939-ben gyártotta a Daimler-Benz. Ezeknél már a Famo/Christie felfüggesztést alkalmazták, és segítségével a csúcssebesség 56 km/h-ra nőtt. Ezen típusok terepjáró képessége gyenge volt, így kivonták őket a szolgálatból. Az Ausf F, G és J az Ausf C továbbfejlesztett változatai, melyek páncélzata védelmet nyújtott a nagyobb kaliberű páncéltörő fegyverzettel szemben. Ez 15–35 mm-es páncélvastagságot jelentett a torony páncélzatán, és 10–30 mm-est az alvázon.
Készült egy felderítő változat is PzKpfw II Ausf L "Luchs" SdKfz 123 néven. 1941-43 között gyártották. Fegyverzete 2 cm-es KwK 38 vagy a késői példányokon 5 cm-es KwK 39/L60 löveg volt 1 db 7,92 mm-es géppuskával kiegészítve. Motorja Maybach HL 66 P 6 hengeres benzin, lökettérfogat 6754 cm³, teljesítménye 132,5 kW (180 LE) 3200 f/p-nél. Maximális sebessége országúton 60 km/h volt. Az üzemanyagtartály térfogata: 235 l, hatótávolsága terepen 130 km, országúton 190 km.

## A háborúban
A Panzer II-eseket először a spanyol polgárháborúban vettették be 1936-ban, ahol a szovjet T–26-osok ellenfelei voltak. Ezt megelőzően a páncélnak az volt a célja, hogy a géppuskalövedékektől és a repeszektől megvédje a jármű legénységét, ám a polgárháború bebizonyította, hogy vastagabb páncélzatra van szükség a modern csatatéren. A Panzer II A, B, és C verzióját csupán 14 mm-es, enyhén lejtős homogén páncélzattal szerelték az oldalain, és 10 mm-es páncéllal felső és alsó részein. A D-modelltől kezdve a front páncélzatot 30 mm-esre növelték. Az F modellek már 35 mm-es első és 20 mm-es oldalpáncélt kaptak. Ez a páncélzat már képes volt a nehézgéppuskák és könnyű légvédelmi gépágyúk tűzerejének kivédésére, de az akkoriban általánosan használt vontatott páncéltörő fegyverek, mint a szovjet 45 mm-es 1937 mintájú páncéltörő ágyú (53–K) és francia Canon antichar de 47 mm modèle 1937 még átütötték a páncélzatot. Ennek ellenére az Ausf. A-C változatokat széleskörűen alkalmazták a második világháború első szakaszában, kiváltképpen Lengyelországban 1939-ben, Franciaországban 1940-ben, sőt még az észak-afrikai fronton is bevetették. A Nyugat ellen indított támadás kezdetén a hadjáratban részt vevő 2500 páncélos közül 965 volt Panzer II-es. Később a háború során az egyre modernebb páncéltörő fegyverek miatt a könnyűpáncélosok háttérbe szorultak, már csak felderítésre és partizánvadászként használták őket.

## Változatai
- Pz. II Sd.Kfz. 121 a1; a2; a3; b - az LT-38 alaptípus kisebb-nagyobb módosításai. Fegyverzete 20 mm-es KwK30(38) löveg.
- Pz. II Ausf. A-B-C-D-E-F (Sd.Kfz. 121c) - kissé magasított torony. Fegyverzete maradt.
- Vk 903b - Megerősített fegyverzet: 50 mm-es PaK38 löveg, L/60-as űrmérethosszal.
- Marder I - Ausf. A-B-C-F variációk alvázára épített páncélvadász, 75 mm-es PaK40/2 löveggel.
- Marder II - Ausf. D-E alvázakra szerelt orosz páncéltörő löveg (76,2 mm-es, L/54,8)
- Flammpanzer II Flamingo - 2 db. lángszóróval szerelt változat
- Sturmpanzer II Wespe Sd.Kfz. 124 - támogató rohamlöveg, 105 mm-es LeFH 18M L/28
- Pz. II Ausf. L - Lynx - 20 mm-es gépágyúval szerelt könnyített felderítő jármű
- Pz. II-J Leopard (Vk. 1602) - 50 mm-es KwK39/1, L/60-as löveggel szerelt változat

## Műszaki adatok
| A Panzerkampfwagen II változazai |                                                             |                                                             |                                                             |                                                             |                                                             |                                                             |
|                                  | Pz.Kpfw.II Ausf. a                                          | Pz.Kpfw.II Ausf. b                                          | Pz.Kpfw.II Ausf. c, A, B                                    | Pz.Kpfw.II Ausf. C                                          | Pz.Kpfw.II Ausf. F                                          | Pz.Kpfw.II Ausf. D, E                                       |
| Méretek                          |                                                             |                                                             |                                                             |                                                             |                                                             |                                                             |
| Hosszúság (m)                    | 4,38                                                        | 4,76                                                        | 4,81                                                        | 4,81                                                        | 4,81                                                        | 4,63                                                        |
| Szélesség (m)                    | 2,14                                                        | 2,14                                                        | 2,23                                                        | 2,28                                                        | 2,28                                                        | 2,30                                                        |
| Magasság (m)                     | 1,95                                                        | 1,96                                                        | 1,99                                                        | 2,02—2,15                                                   | 2,15                                                        | 2,02                                                        |
| Harci súly t                     | 7,6                                                         | 7,9                                                         | 8,9                                                         | 9,5                                                         | 9,5                                                         | 10,0                                                        |
| Fegyverzet                       |                                                             |                                                             |                                                             |                                                             |                                                             |                                                             |
| Fegyverzet                       | 1 × 2 cm Kwk 30, 1 × 7,92 mm MG 34                          | 1 × 2 cm Kwk 30, 1 × 7,92 mm MG 34                          | 1 × 2 cm Kwk 30, 1 × 7,92 mm MG 34                          | 1 × 2 cm Kwk 30, 1 × 7,92 mm MG 34                          | 1 × 2 cm KwK 38, 1 × 7,92 mm MG 34                          | 1 × 2 cm KwK 38, 1 × 7,92 mm MG 34                          |
| Páncélzat                        |                                                             |                                                             |                                                             |                                                             |                                                             |                                                             |
| Frontpáncél                      | 13 mm                                                       | 13 mm                                                       | 14,5 mm                                                     | 29—34,5 mm                                                  | 20–35 mm                                                    | 30 mm                                                       |
| Oldalpáncél                      | 13 mm                                                       | 13 mm                                                       | 14,5 mm                                                     | 14,5 mm                                                     | 15 mm                                                       | 14,5 mm                                                     |
| Torony eleje                     | 13–15 mm                                                    | 13–15 mm                                                    | 14,5–16 mm                                                  | 34,5 mm                                                     | 30 mm                                                       | 14,5–16 mm                                                  |
| Torony oldala                    | 13 mm                                                       | 13 mm                                                       | 14,5 mm                                                     | 14,5 mm                                                     | 15 mm                                                       | 14,5 mm                                                     |
| Tető és alsó rész                | 5–10 mm                                                     | 5–10 mm                                                     | 5–10 mm                                                     | 5–10 mm                                                     | 5–15 mm                                                     | 5–10 mm                                                     |
| Mobilitás                        |                                                             |                                                             |                                                             |                                                             |                                                             |                                                             |
| Motor                            | Maybach HL57TRM 6 hengeres, 5698 cm³ vízhűtéses benzinmotor | Maybach HL62TRM 6 hengeres, 6191 cm³ vízhűtéses benzinmotor | Maybach HL62TRM 6 hengeres, 6191 cm³ vízhűtéses benzinmotor | Maybach HL62TRM 6 hengeres, 6191 cm³ vízhűtéses benzinmotor | Maybach HL62TRM 6 hengeres, 6191 cm³ vízhűtéses benzinmotor | Maybach HL66TRM 6 hengeres, 6750 cm³ vízhűtéses benzinmotor |
| Teljesítmény (Le)                | 130 Le (96 kW) 2600/min                                     | 140 Le (103 kW) 2600/min                                    | 140 Le (103 kW) 2600/min                                    | 140 Le (103 kW) 2600/min                                    | 140 Le (103 kW) 2600/min                                    | 180 Le (132 kW) 3200/min                                    |
| Felfüggesztés típusa             | párosítva összekapcsolva rugókon                            | párosítva összekapcsolva rugókon                            | egyenként kapcsolva laprugókon                              | egyenként kapcsolva laprugókon                              | egyenként kapcsolva laprugókon                              | egyenként kapcsolva torziós                                 |
| Maximális sebesség úton (km/h)   | 40                                                          | 40                                                          | 40                                                          | 40                                                          | 40                                                          | 55                                                          |
| Hatótávolság úton (km)           | 210                                                         | 190                                                         | 190                                                         | 190                                                         | 190                                                         | 200                                                         |
| Hatótávolság terepen (km)        | 160                                                         | 125                                                         | 125                                                         | 125                                                         | 125                                                         | 130                                                         |
| Fajlagos talajnyomás (kg/cm²)    | 0,52                                                        | 0,54                                                        | 0,62                                                        | 0,66                                                        | 0,66                                                        | 0,76                                                        |
| Mászóképesség (fok)              | 30                                                          | 30                                                          | 30                                                          | 30                                                          | 30                                                          | 24                                                          |
| Hasmagasság (m)                  | 0,42                                                        | 0,42                                                        | 0,42                                                        | 0,42                                                        | 0,42                                                        | 0,42                                                        |
| Árokáthidaló képesség (m)        | 1,8                                                         | 1,8                                                         | 1,8                                                         | 1,8                                                         | 1,8                                                         | 1,75                                                        |

## Galéria

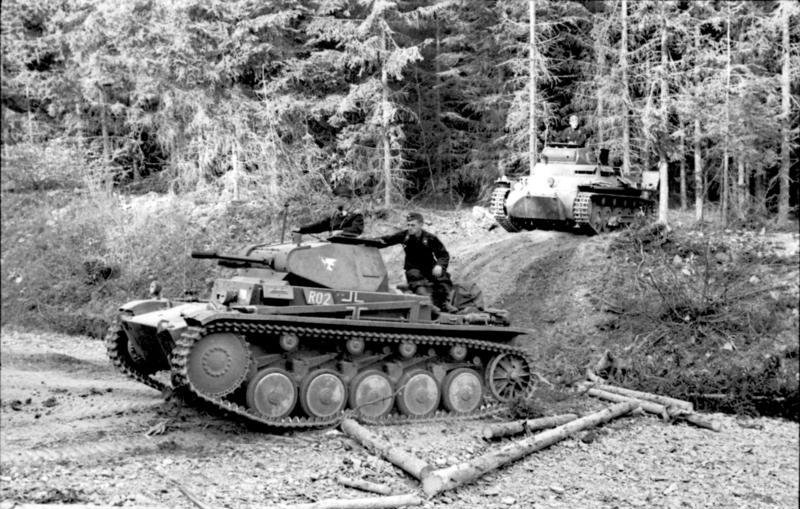
Egy felderítő Panzer II-es. 1940. május, nyugati front, a háttérben egy Panzer I.
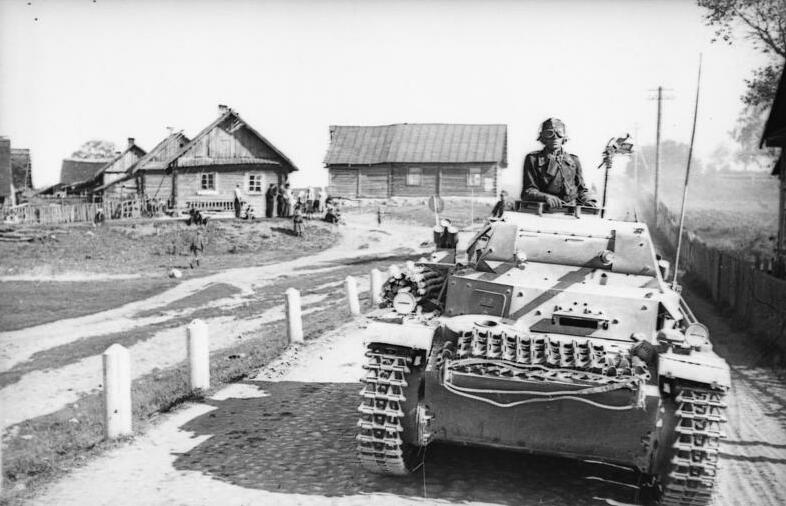
Az 1941-es Barbarossa hadművelet során egy Panzer II egy falu mellett halad el.
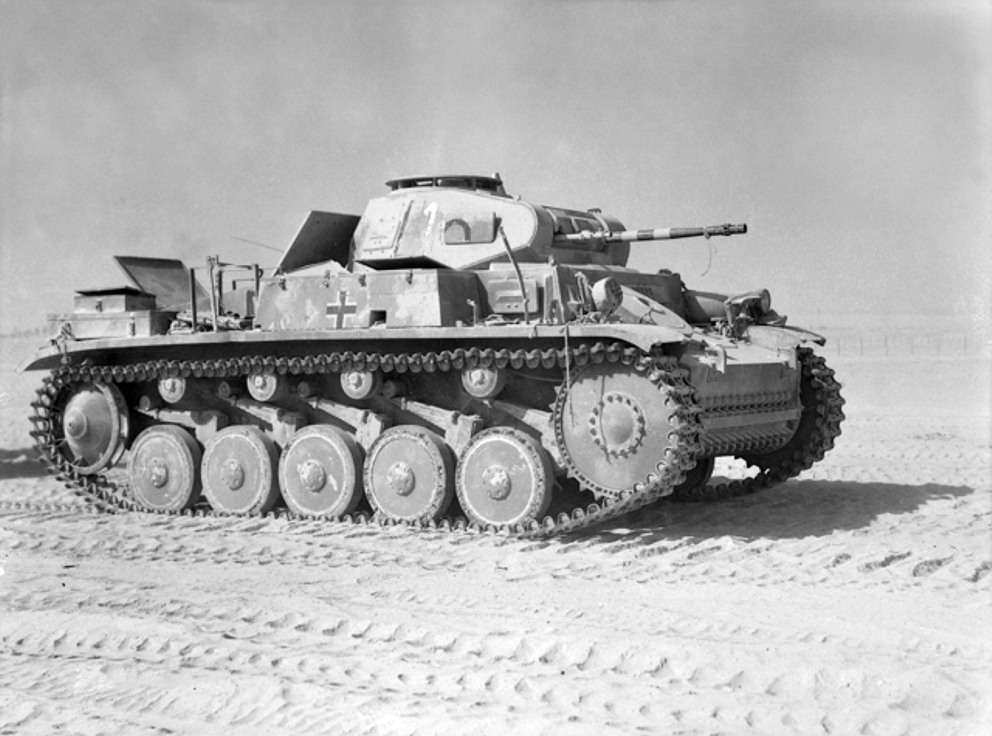
Zsákmányolt Pz. II az első el-alameini csatában (1942).
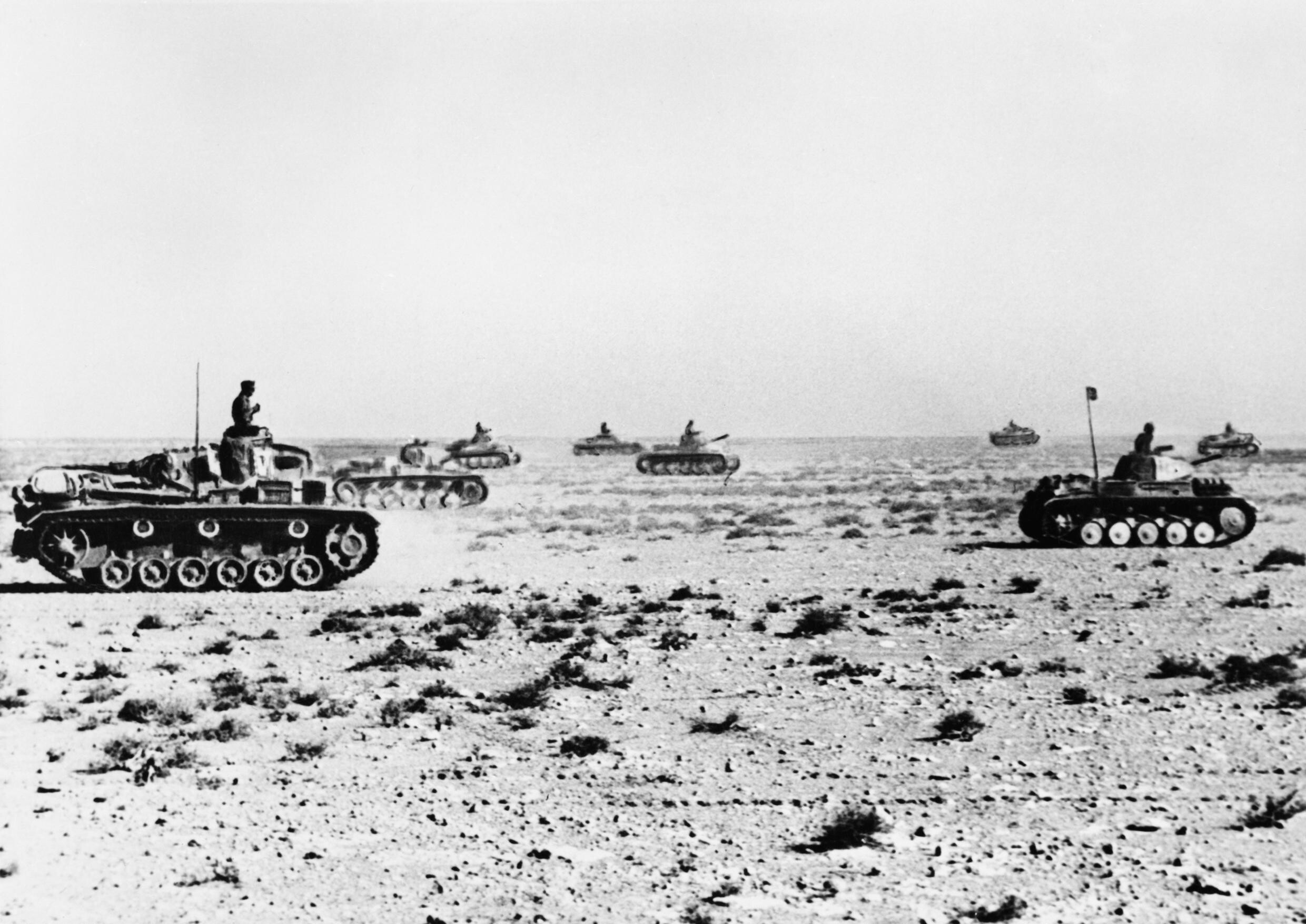
Panzer II-esek Afrikában.
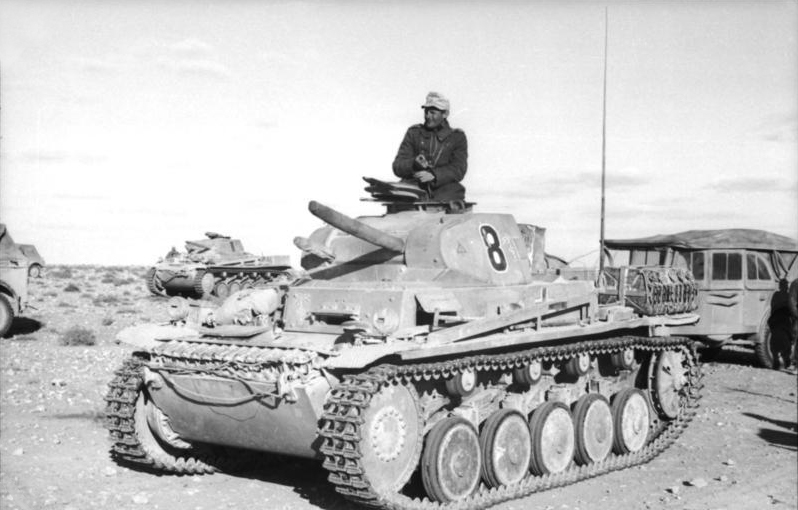
PzKpfw II. Az Afrikai Hadtest 15. páncélos divíziója Észak-Afrikában.
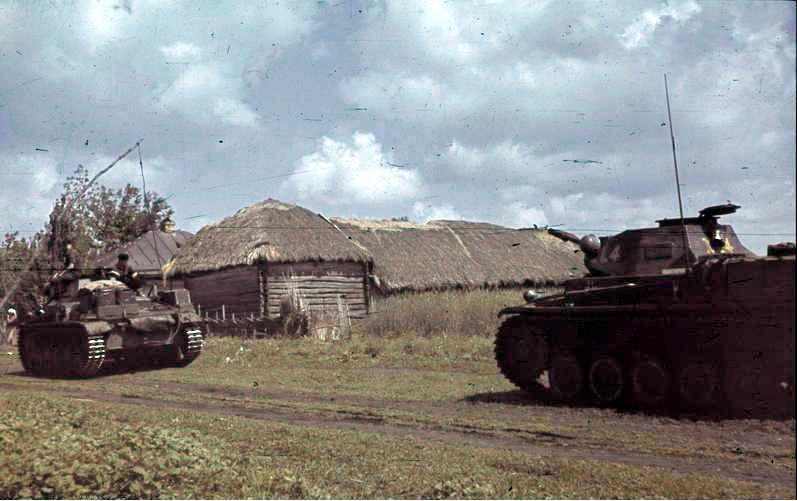
PzKpfw II-esek a keleti fronton 1942 nyarán.

## Lásd még
- 2-es típusú könnyű harckocsi
- 42M Toldi II
- 7TP